# Юрово (Вологодский район)
Юрово — деревня в Вологодском районе Вологодской области.
Входит в состав Спасского сельского поселения, с точки зрения административно-территориального деления — в Спасский сельсовет.
Расстояние по автодороге до районного центра Вологды — 13 км, до центра муниципального образования Непотягово — 3 км. Ближайшие населённые пункты — Конищево, Звяга, Коровайцево, Авдотьино, Пилатово.

## Население
| 2010 |
| ---- |
| 77   |

По переписи 2002 года население — 82 человека (39 мужчин, 43 женщины). Преобладающая национальность — русские (96 %).